# Noord-Holland van A tot Z

## A

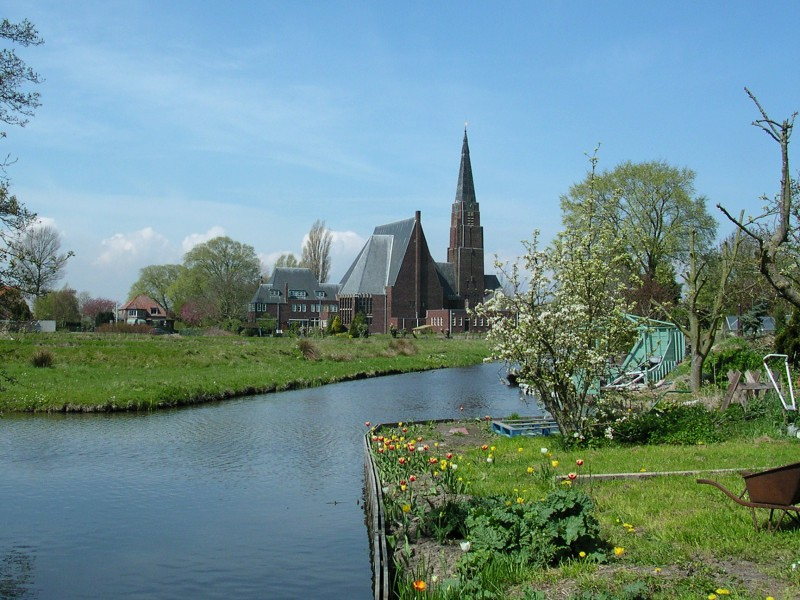
Andijk

A7 -
A8 -
A10 -
Aagtdorp -  
Aalsmeer - 
Aartswoud - 
Abbenes - 
Achterdichting (Katwoude) -
De Adriaan (Haarlem) -
Aerdenhout - 
AFC Ajax - 
Affichemuseum - 
Afsluitdijk -
Alkmaar - 
Alkmaarderhout - 
Alkmaarsche Courant - 
Alkmaarse Mixed Hockey Club - 
Allard Pierson Museum - 
Ambachtsmolen -
Amstel -
Amstelmeer - 
Amstelveen -
Amsterdam -
Amsterdam (gemeente) - 
Amsterdam ArenA - 
Amsterdam-Centrum - 
Amsterdam Museum - 
Amsterdam-Noord - 
Amsterdam-West - 
Amsterdam-Zuidoost - 
Amsterdamse Bos - 
Amsterdamse effectenbeurs - 
Amsterdamse Waterleidingduinen -
Amsterdam-Rijnkanaal -
Andijk -
Ankeveen - 
Anna Paulowna -
Anne Frank Huis - 
Artis - 
Assendelft - 
Avenhorn

## B
Badhoevedorp -
Barsingerhorn - 
Beeckestijn - 
Beemster -
Beets - 
Beleg van Haarlem (1572-1573) - 
Bennebroek - 
Bergen - 
Bergen aan Zee - 
Berkhout -
Berkmeermolen -
Beth Haim - 
Beurs van Berlage - 
Beverwijk -
Bijlmermeer - 
Blaricum - 
Blaricummerheide - 
De Bleeke Dood - 
Bloedmirakel -
Bloemendaal - 
Bloemendaal aan Zee - 
Blokker (plaats) - 
Bovenkarspel - 
Bovenkerk (Amstelveen) - 
Breezand -
Bregtdorp - 
Breukeleveen - 
Broek in Waterland -
Broek op Langedijk - 
Broeker veiling - 
Broekerhaven - 
Buiksloot -
Buiksloterdijk - 
Burcht van Berlage - 
Bussum -
Bussumerheide

## C

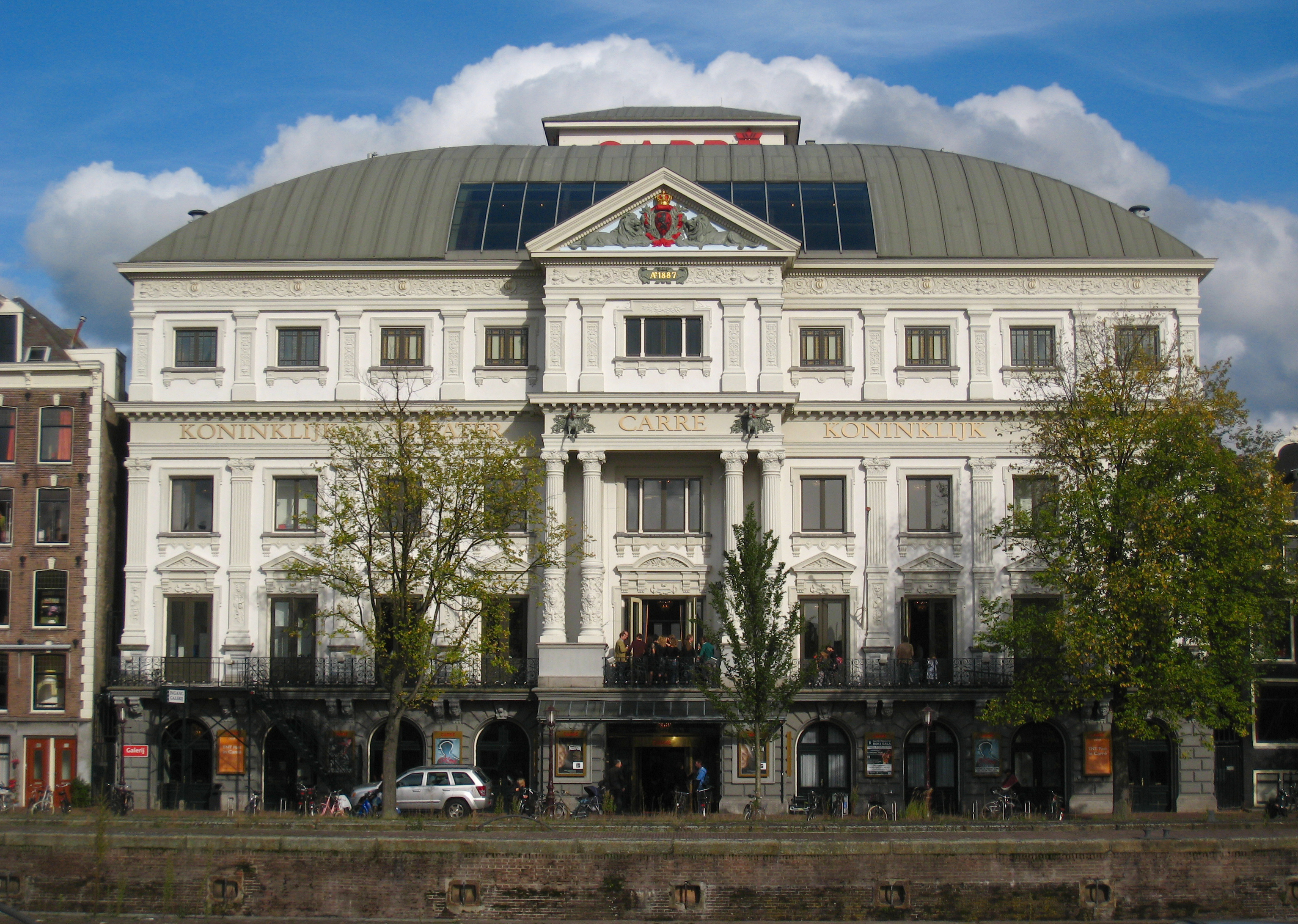
Carré, Amsterdam

Cafébrand Volendam - 
Calatravabruggen - 
Callantsoog -
Camperduin - 
Carré - 
Castricum - 
Catrijp - 
Circuit Park Zandvoort - 
City Theater (Amsterdam) - 
De Cocksdorp -
Cobra Museum -
De Cocksdorp - 
Coentunnel - 
Concertgebouw (Amsterdam) - 
Conservatorium Alkmaar - 
Cornelis van Haarlem - 
Corus - 
Crailo - 
Cruquius (Haarlemmermeer)

## D

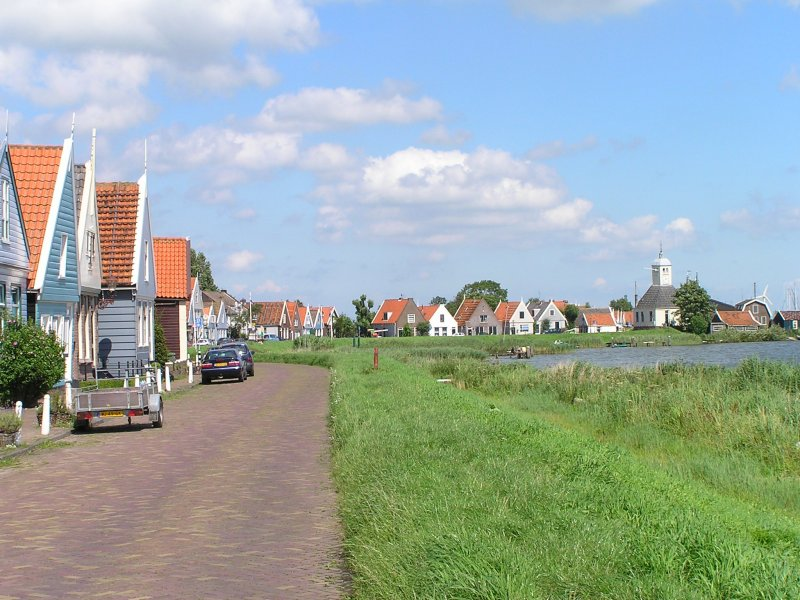
Durgerdam

Den Burg -
Den Helder -
Den Hoorn -
Den Oever -
De Slufter -
Diem (rivier) -
Diemen - 
Diemerzeedijk - 
Dijkmanshuizen - 
De Dikkert - 
Dirkshorn -
De Dog -
MS Dokter Wagemaker (2) - 
Het Dolhuys -
Dorregeestermolen - 
Drechterland -
Driemond -
DSB Stadion - 
Duivendrecht -
Durgerdam -
Duyncroft

## E
Ecomare -
Edam -
Edammer kaas - 
Edam-Volendam - 
De Eenhoorn (Schalkwijk) -
Eerebegraafplaats Bloemendaal - 
De Eersteling -
Egelenburg - 
Egmond - 
Egmond aan den Hoef - 
Egmond aan Zee - 
Egmond-Binnen - 
Egmonds - 

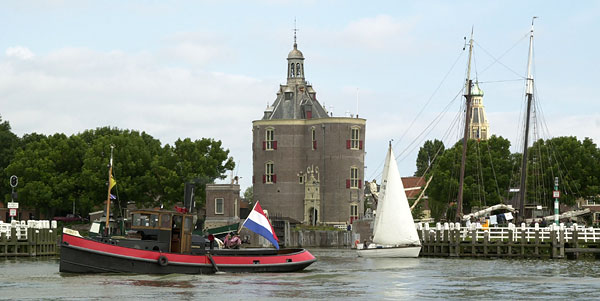
Enkhuizen

Electrische Museumtramlijn Amsterdam - 
Energetica -  
Enkhuizen -
Erepenning van de Provincie Noord-Holland - 
Erfgooier

## F
FC Volendam - 
FOAM - 
Fort Benoorden Spaarndam - 
Fort bij Hinderdam -
Forteiland -
Fort bij Uitermeer -
Fort Diemerdam -
Fort Kijkduin - 
Frans Hals Museum

## G
Gaasp -
Gaasperdammertunnel - 
Gaasperplas -
Geestmolen (Alkmaar) -
Gemaal De Cruquius - 
Goudriaankanaal -
Gouwzee -
Het Gooi -
Goois Natuurreservaat - 
Gooische Stoomtram - 
Gooise Meren - 
Graft-De Rijp - 
's-Graveland -
Groengebied Amstelland - 
Groenendaalse Molen -
Groet (plaats) - 
Groetpolder - 
Grootebroek -
Grootschermer -
Grosthuizen -
Grote of Sint-Nicolaaskerk (Edam) -
De Grote Molen

## H
Haarlem -
Haarlemstadion - 
Haarlemmerliede en Spaarnwoude - 
Haarlemmermeer - 
Haarlemmermeerspoorlijnen - 
Haarlemse School - 
Halfweg -
Harenkarspel -
Hargen -
Haringhuizen - 
Heemskerk -
Heemstede (Noord-Holland) - 
Heerhugowaard -
Heiloo - 
Hemtunnel - 
Hermitage Amsterdam - 
HFC Haarlem - 
Hilversum - 
Hilversumse Meent - 
Hippolytushoef -
HISWA - 
Hogeschool van Amsterdam -
Holland Flowers Festival -  
Holland op zijn smalst - 
Hollandsche Schouwburg - 
Hollandse Brug -
Holysloot -
Hondsbossche Zeewering -
Hoofddorp - 

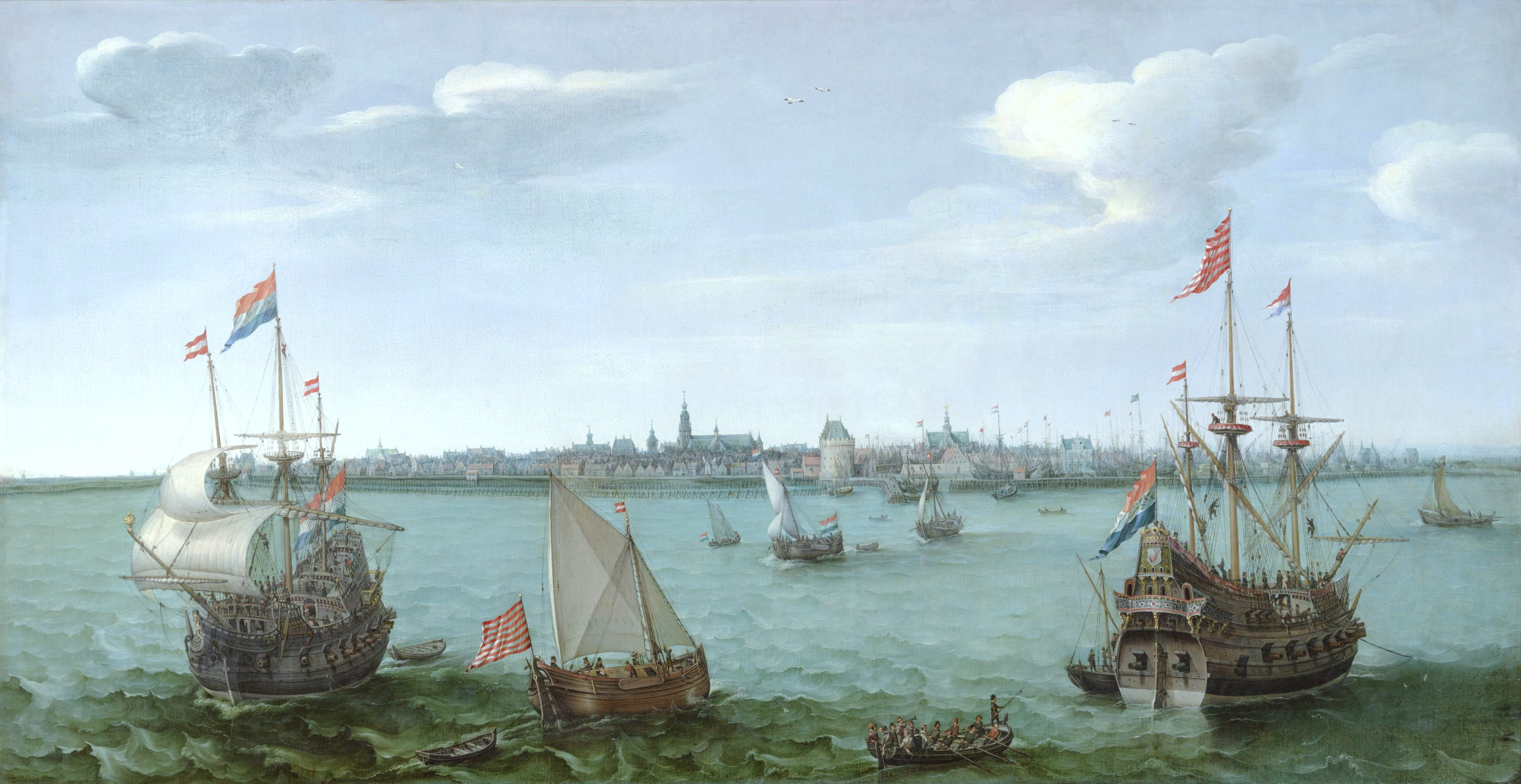
Gezicht op Hoorn, 1622

Hoogheemraadschap Amstel, Gooi en Vecht - 
Hoogheemraadschap Hollands Noorderkwartier - 
Hoogheemraadschap van Rijnland - 
Hoogkarspel -
Hoogwoud -
De Hoop (schuilkerk) - 
Hoorn -
Hortus Botanicus Amsterdam - 
Huis van Bewaring I (Weteringschans) - 
Huisduinen -
Huizen

## I
Het IJ -
IJburg - 
IJmeer -
IJmond -
IJmuiden -
Den Ilp - 
Ilpendam

## J
Jisp - 
Jodenbuurt (Amsterdam) - 
Johan Cruijff ArenA - 
Joods Historisch Museum - 
Joods Lyceum - 
Joods Verzetmonument - 
Julianadorp -
Julianadorp aan Zee

## K
Kabeltex - 
Kadoelen -
Kasteel Oud Haerlem - 
Kasteel Radboud - 
Katham - 
De Kathammer -
Katwoude -
Kennemerland -
Kennemerlands - 
Kerkbuurt (Andijk) -
Kerkbuurt (Tuitjenhorn) -
Knooppunt Amstel - 
Knooppunt Coenplein - 
Knooppunt Kooimeer - 
Knooppunt Rottepolderplein - 
Knooppunt Zaandam - 
Koedijk -
Koggenland -
Kolhorn - 

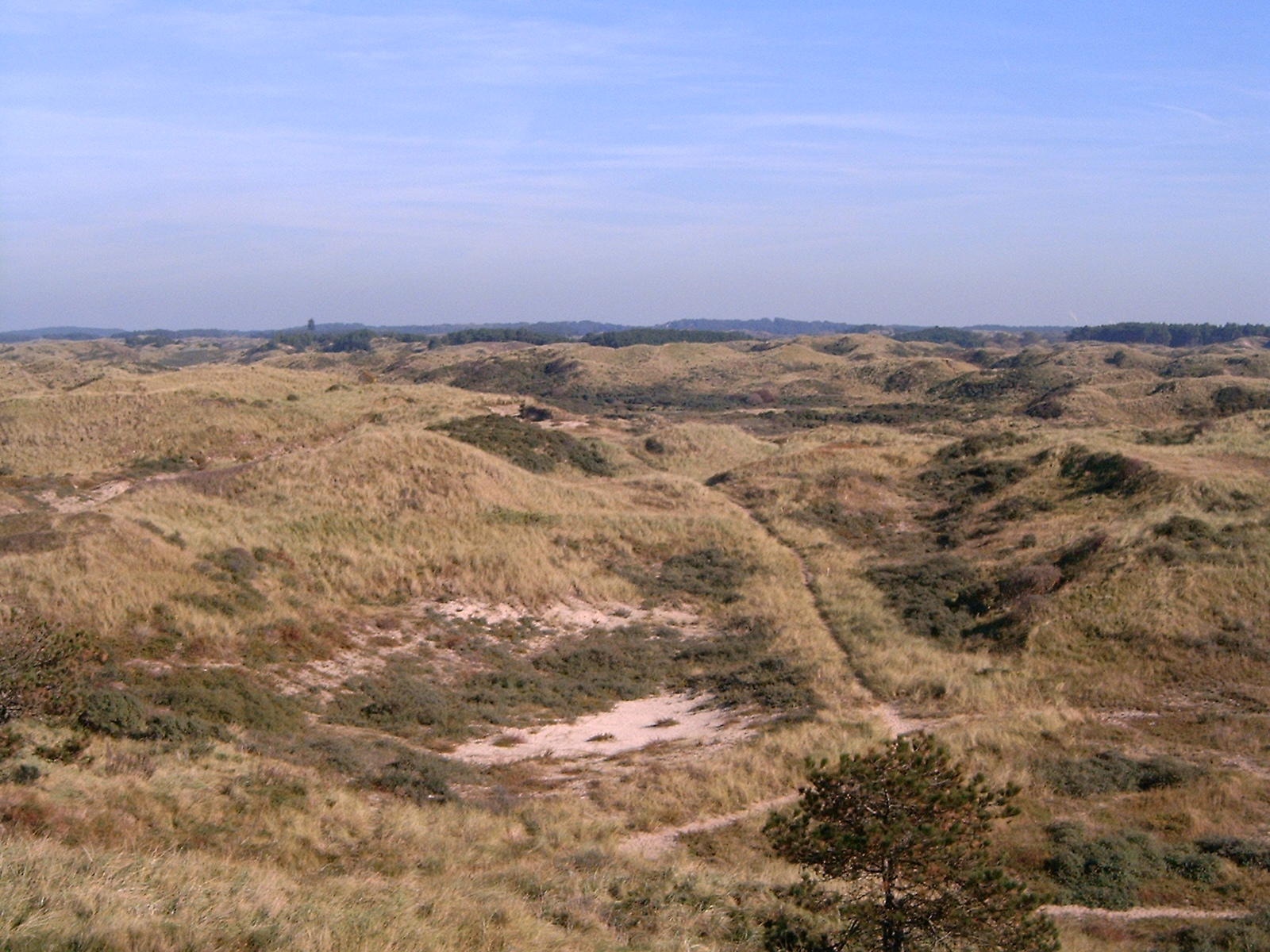
Duinen in Kennemerland

Koninklijk Instituut voor de Marine - 
Koninklijk Nederlands Instituut voor Zeeonderzoek - 
Koninklijk Theater Carré - 
Koninklijke Hoogovens - 
Koninklijke Nederlandse Redding Maatschappij - 
Koninklijke Texels Eigen Stoomboot Onderneming - 
De Koog -
Koog aan de Zaan - 
De Kooy -
Kop van Noord-Holland - 
Kortenhoef - 
Kras Stadion - 
Kreileroord -
Krommenie -
Kwadijk

## L
Landelijk Noord -
's Lands Zeemagazijn - 
Landschap Noord-Holland -
Landsmeer -
Landsmeerderdijk - 
Langedijk -
Lange Jaap - 
Laren - 
Leeuwarderweg (Amsterdam) - 
Cornelis Lely -
Lijst van Amsterdamse artikelen (thematisch) - 
Lijst van burgemeesters van Alkmaar - 
Lijst van burgemeesters van Amstelveen - 
Lijst van burgemeesters van Amsterdam - 
Lijst van burgemeesters van Andijk - 
Lijst van burgemeesters van Bergen - 
Lijst van burgemeesters van Bussum - 
Lijst van burgemeesters van Castricum -
Lijst van burgemeesters van Den Helder -
Lijst van burgemeesters van Diemen -
Lijst van burgemeesters van Haarlem - 
Lijst van burgemeesters van Haarlemmermeer -
Lijst van burgemeesters van Heemstede -  
Lijst van burgemeesters van Hilversum - 
Lijst van burgemeesters van Hoogkarspel - 
Lijst van burgemeesters van Hoorn - 
Lijst van burgemeesters van Huizen - 
Lijst van burgemeesters van Jisp - 
Lijst van burgemeesters van Katwoude - 
Lijst van burgemeesters van Koog aan de Zaan -
Lijst van burgemeesters van Medemblik - 
Lijst van burgemeesters van Naarden - 
Lijst van burgemeesters van Ouder-Amstel - 
Lijst van burgemeesters van Schagen - 
Lijst van burgemeesters van Schoorl - 
Lijst van burgemeesters van Texel - 
Lijst van burgemeesters van Uitgeest - 
Lijst van burgemeesters van Uithoorn -
Lijst van burgemeesters van Velsen -
Lijst van burgemeesters van Waterland -  
Lijst van burgemeesters van Weesp - 
Lijst van burgemeesters van Wervershoof - 
Lijst van burgemeesters van Zaandam - 
Lijst van burgemeesters van Zaanstad - 
Lijst van burgemeesters van Zandvoort - 
Lijst van door Amsterdam geannexeerde gemeenten - 
Lijst van inpolderingen in Noord-Holland -
Lijst van rijksmonumenten in Marken - 
Limmen -
Linnaeushof -
Locaalspoorwegmaatschappij Hollands Noorderkwartier - 
Loosdrecht -
Lutjebroek

## M

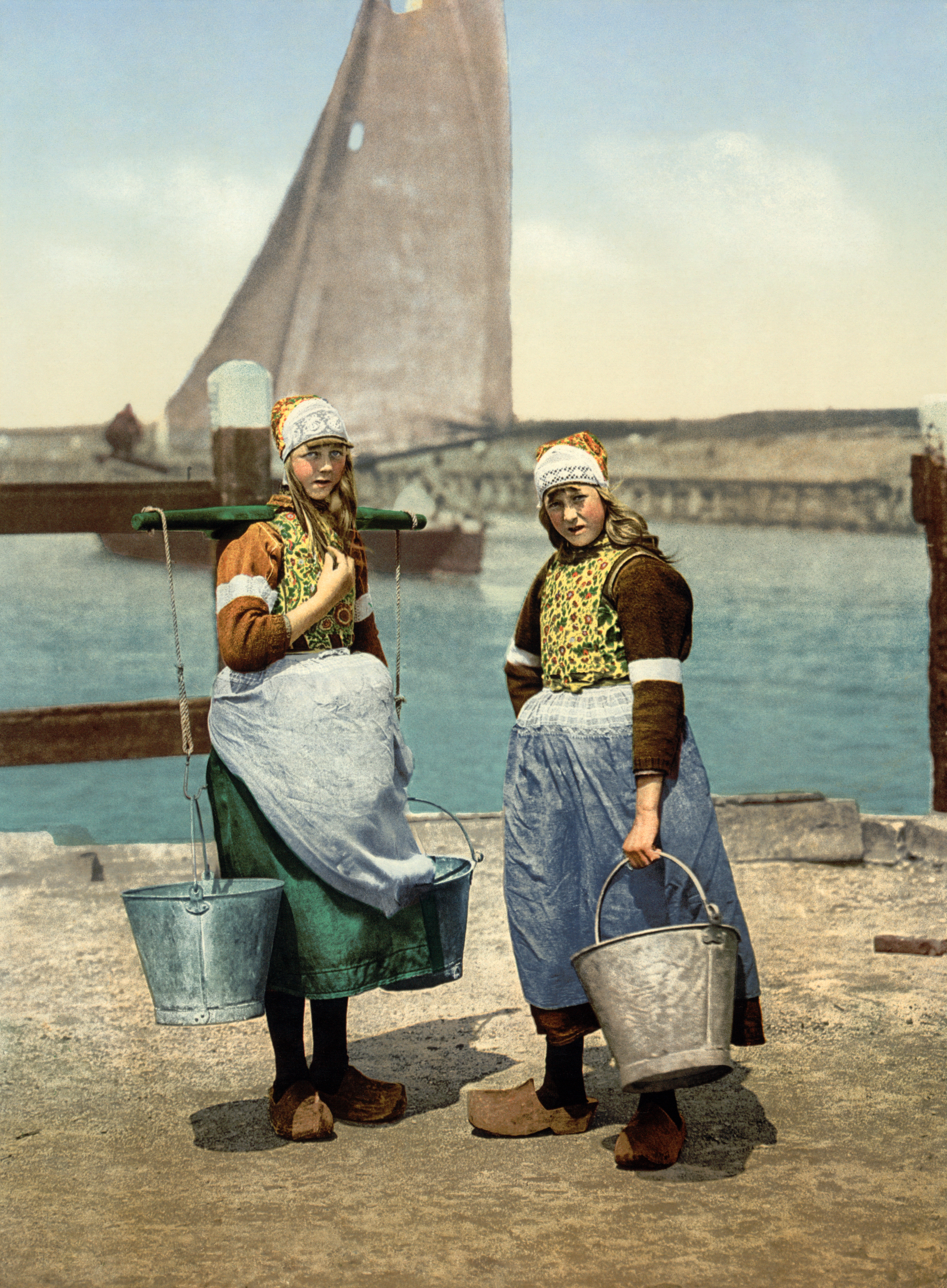
Marken, rond 1900

Maagdenhuis (Amsterdam) - 
Marken -
Markenbinnen -
Markermeer - 
Marsdiep -
Martinuskerk (Zwaag) - 
Medemblik (gemeente) - 
Medemblik (stad) -
Media Park - 
Middelie - 
Midden-Eierland -
Middenmeer -
Mijdrecht - 
Molen van Sloten - 
Molenwijk (Amsterdam) - 
Monnickendam -
MS Dokter Wagemaker (2) - 
MS Texelstroom - 
Muiden - 
Muiderslot - 
Museum Kennemerland - 
Museum Het Schip - 
Museum van de twintigste eeuw - 
Museumstoomtram Hoorn-Medemblik -
Muyeveld

## N
Naarden - 
Nationaal Park Duinen van Texel - 
Nationaal Park Zuid-Kennemerland -
Natuurbrug Zanderij Crailo - 
Nederhorst den Berg -  
Nederlands Filmmuseum - 

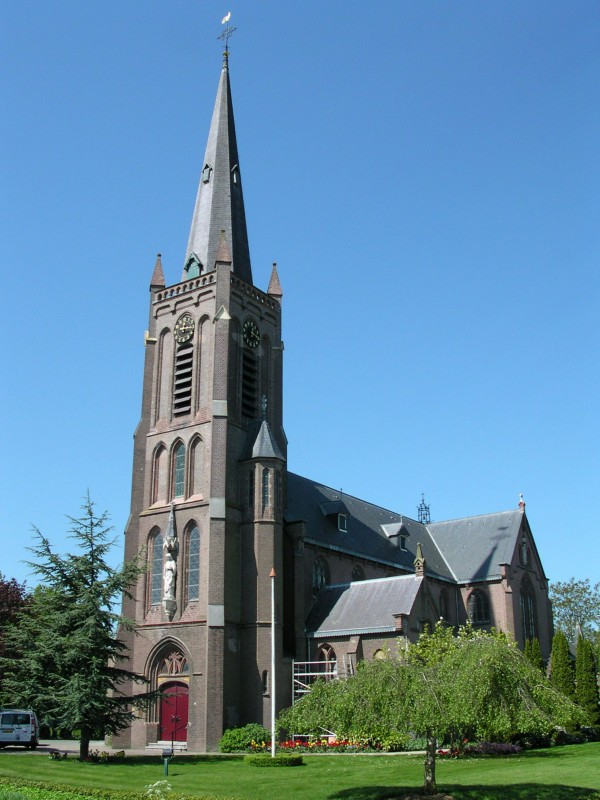
Nibbixwoud, St. Cunerakerk

Nederlands Instituut voor Nijverheid en Techniek - 
Nederlands Scheepvaartmuseum - 
Nederlands Vestingmuseum - 
Nederlandse Seintoestellen Fabriek - 
NEMO (Amsterdam) - 
Nesciobrug - 
Nibbixwoud -
Niedorp -
Nieuwe de la Mar Theater - 
Nieuwendam -
Nieuwendammerdijk - 
Nieuw-West (Amsterdam) - 
Noord-Holland -
Noord-Hollandpad -
Noorddorp -
Noordeindermeerpolder - 
Noorderkwartier - 
Noordhollands Philharmonisch Orkest -
Noordhollandsch Kanaal -
Noordzeekanaal -
NZH-Vervoermuseum

## O
Obdam -
Opperdoes -
De Ooijevaar - 
Oosterend -
Oosterland -
Oosthuizen - 
Oostknollendam - 
Oostzaan - 
Opmeer - 
Oranjesluizen -
Oud Valkeveen - 
Ouder-Amstel - 
Oudeschild -
Oudorp -
Oud Osdorp -
Overval op distributiekantoor in Haarlem (1944) -
Overveen

## P
Paleis op de Dam - 
Paleis voor Volksvlijt - 
Pampus - 
Penningsveer - 
Petten -
Pinetum Blijdenstein - 
Polderbaan - 
Ponten over het Noordzeekanaal -
Portugees-Israëlietische Synagoge -
Provinciale weg 235 - 
Provinciale weg 244 - 
Provinciale weg 247 - 
Provinciale weg 509 - 
Provinciale weg 517 - 
Provinciale weg 518 - 
Purmer -  
Purmerend -
Purmerland - 
PWN Waterleidingbedrijf Noord-Holland

## R
Raadhuis Nieuwer-Amstel - 
Raadhuis van Hilversum - 
Radboud - 
RAI Amsterdam - 
Ransdorp -
Rechtbank Noord-Holland - 
Reddingsbrigade Den Helder - 

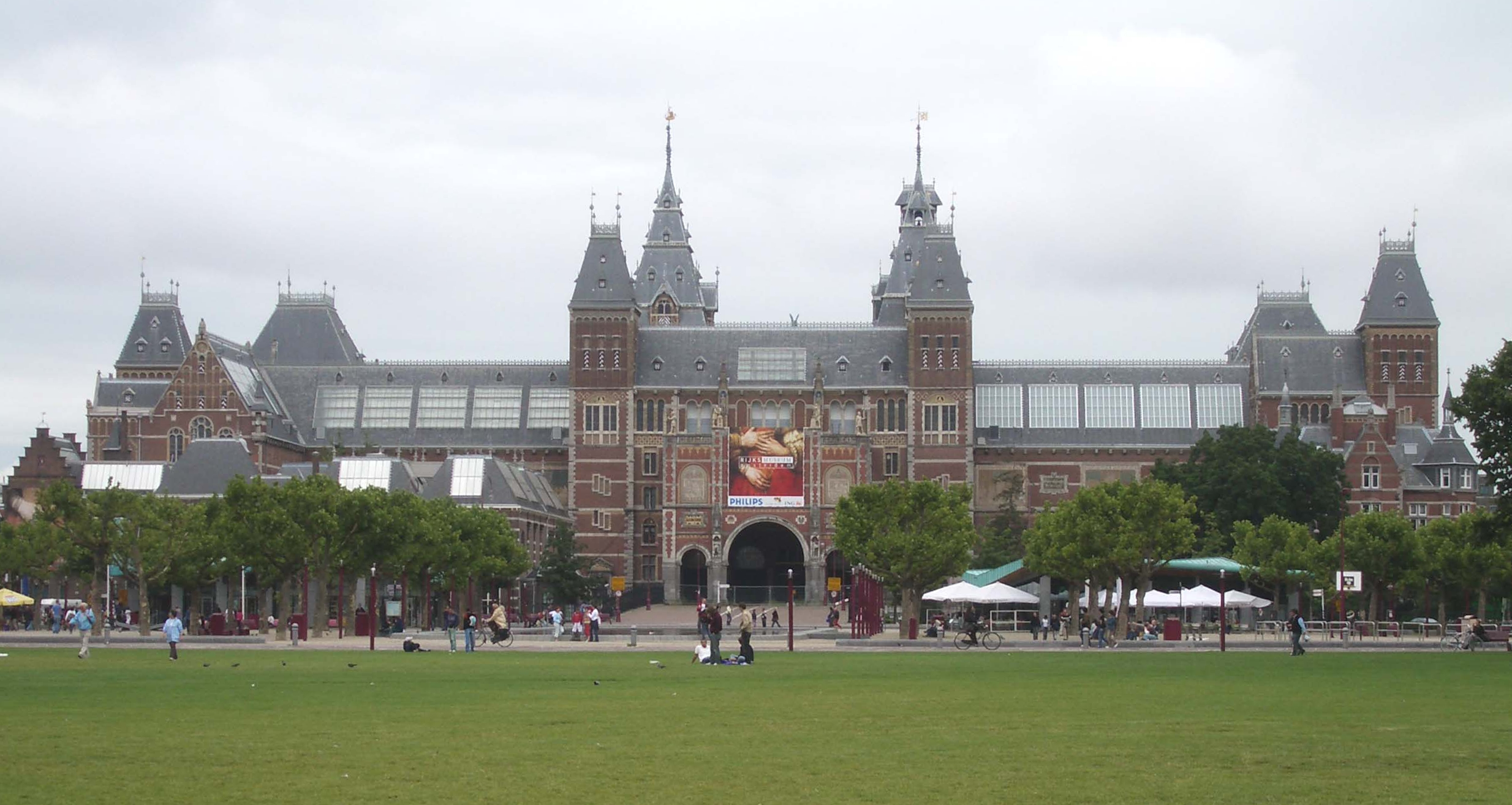
Rijksmuseum, Amsterdam

Rijksakademie van Beeldende Kunsten - 
Rijksmuseum Amsterdam - 
Rijksweg 7 - 
Rijksweg 8 -
Rijksweg 10 - 
Rijksweg 200 - 
Rijksweg 205 - 
Rijsenhout - 
Ring Alkmaar - 
Ringvaart van de Haarlemmermeerpolder - 
De Rode Hoed - 
Ronde van Noord-Holland - 
De Ronde Venen - 
Rozenburg - 
RTV LOVE - 
Ruigoord -
Rustenburg (Nederland)

## S
Santpoort -
Schagen -
Schagerbrug -
Schardam - 
Schellingwouderbrug - 
Schellinkhout -
Scheringa Museum voor Realisme - 
Schermer -
Schermerhorn -
Schiphol -
Schipholtoren -
De Schoolmeester (Westzaan) - 
Schoorl -
Schoorl aan Zee -
Schoorldam - 
Het Schouw - 
Seaport Marina IJmuiden - 
Singer Laren -
Sint Maartenszee -
Sint Pancras -
Sint-Sebastianuskerk (Ilpendam) - 
Slootdorp -
Slot Assumburg - 
Sloterdijk (Amsterdam) - 

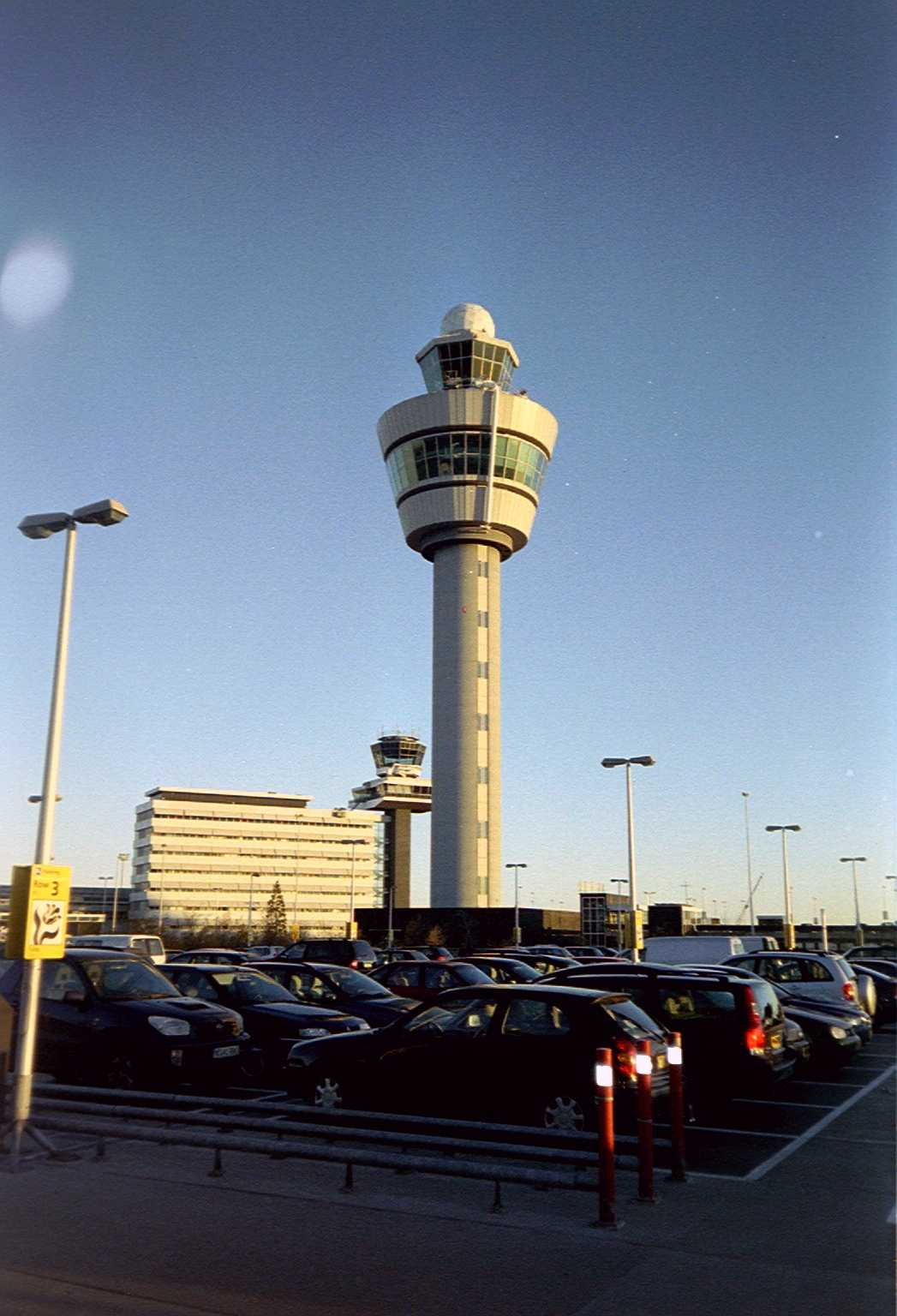
Schiphol, verkeerstoren

Sloten (gemeente in Noord-Holland) - 
Sloten (plaats in Noord-Holland) - 
Sloterplas - 
De Slufter -
Sommeltjes -
Spaarndam -
Spaarne -
Spaarnwoude (recreatiegebied) -
Spanbroek -
Spoorlijn Haarlem - Zandvoort - 
Spoorlijn Nieuwediep - Amsterdam (Staatslijn K) - 
Sportpark Schoonenberg -
Stadion Oostpoort - 
Stadsarchief Amsterdam - 
Stadsregio Amsterdam -
Station Amsterdam Centraal - 
Station Amsterdam Haarlemmermeer - 
Station Amsterdam Sloterdijk - 
Station Bovenkarspel Flora - 
Station Haarlem - 
Station Haarlem Bolwerk - 
Station Naarden-Bussum -
Station Zandvoort - 
Stede Broec - 
Stedelijk Museum (Amsterdam) - 
Stelling van Amsterdam -
Stoomtram Hoorn-Medemblik -
Stompetoren -
Stopera -
Stormvogels Telstar

## T
Tabel van gemeenten in Noord-Holland - 
Tafelbergheide - 
Tergooi MC - 
Tessels - 
Texel -
Texel International Airport - 
Texelse Courant - 
Texelstroom -
Texla - 
Teylers Museum -
Tramlijn Amsterdam - Zandvoort - 
Tramlijn Wognum - Schagen - 
Trompenburgh - 
Tuitjenhorn -
Tuschinski Theater

## U

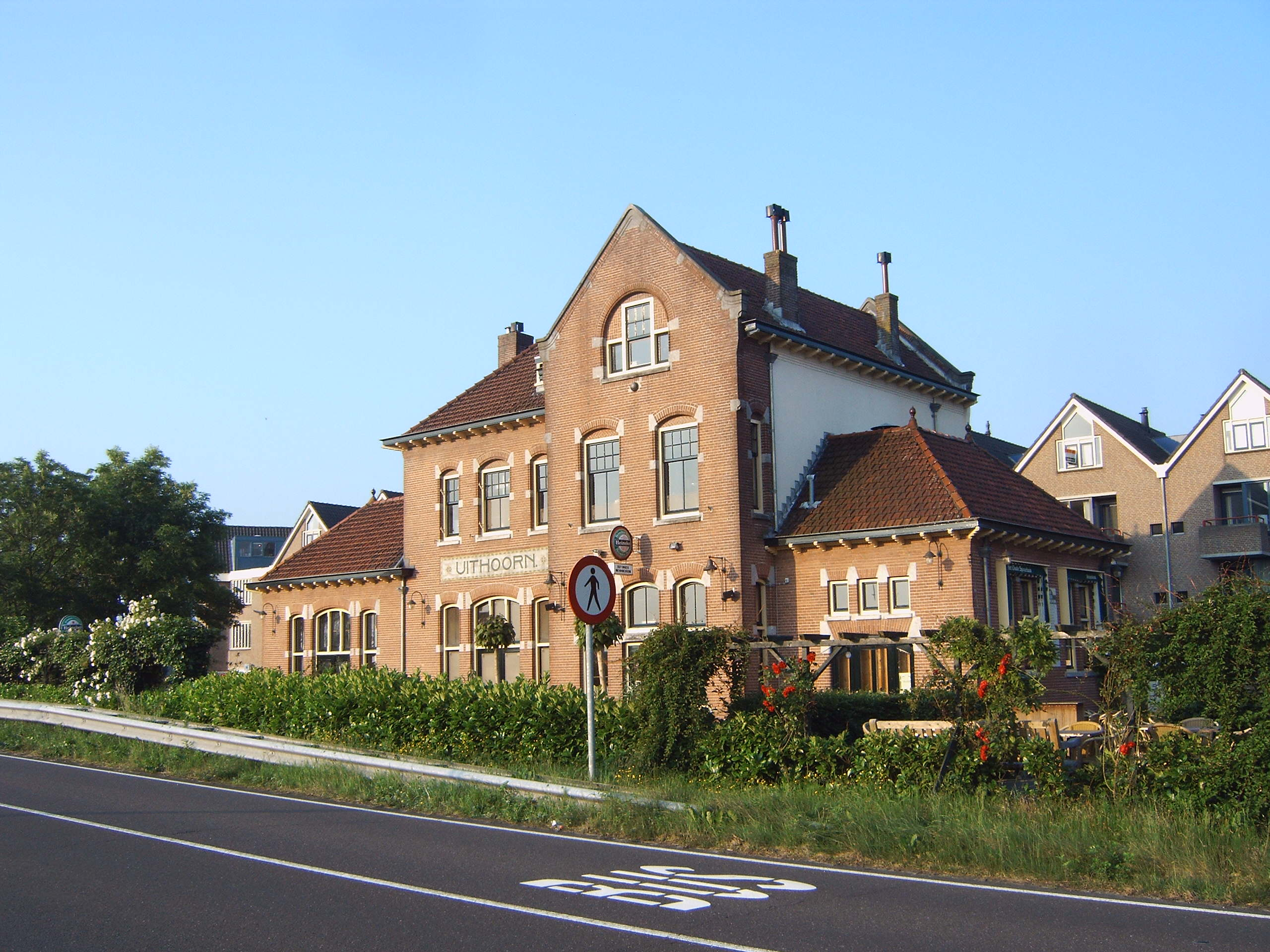
Uithoorn, voormalig station

Uitdam -
Uitgeest -
Uitgeestermeer -
Uithoorn -
Universiteit van Amsterdam

## V

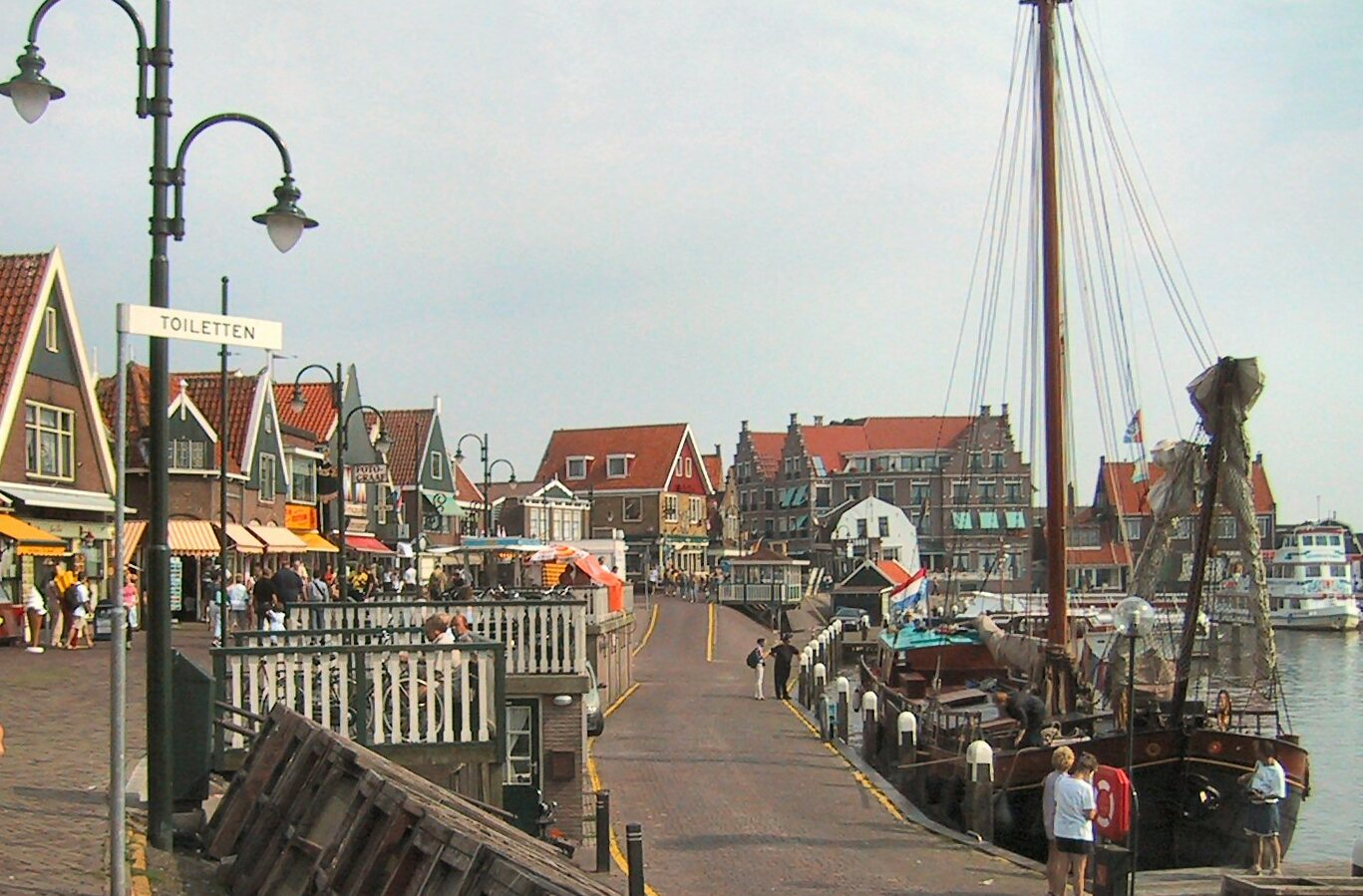
Volendam

’t Veld -
De Ven -
Venhuizen -
Velsen -
Velsen-Noord -
Velsertunnel -
Velserbroek -
Verbindingszone De Groene AS - 
Verkeersplein Kooimeer - 
Verzorgingsplaats De Watering - 
Verzorgingsplaats Zaandam - 
Vijfhuizen (Haarlemmermeer) - 
Visserijmonument Wieringen -
Vlag van Noord-Holland - 
Vliegveld de Kooy - 
Vliegveld Hilversum - 
Vogelenzang (Bloemendaal) - 
Volendam -
Volendams - 
Vrije Universiteit Amsterdam - 
Vuurtoren J.C.J. van Speijk

## W
De Waal -
Waarland -
Wapen van Alkmaar -
Wapen van Haarlem - 
Warder - 
Warmenhuizen -
Watergraafsmeer - 
Waterland (gemeente) -
Waterland (regio) - 
Waterlandse Zeedijk - 
Watertoren Den Helder - 
Watertoren (Kwadijk) - 
Warder -
Weesp - 
Weesper Automaten Kabinet - 
Weesper mop - 
Wereldmuseum Amsterdam -
Wervershoof -
West-Fries (dialectgroep) - 
West-Friese Oorlogen - 
West-Friesland -
Westerland -
Westflinge -
Westfries Museum - 
Westfriese Omringdijk -
Westknollendam - 
Westpoort (Amsterdam) - 
Westzaan - 
WET-Radio - 
Wieringen -
Wieringermeer -
Wieringerwaard -
Wieringerwerf -
Wijdemeren - 
Wijdenes - 
Wijdewormer - 
Willemsoord (marinewerf) - 
Winkel -
Wimmenum - 
Wognum -
Wormer -
Wormerland -
Wormerveer - 
Het Woud

## X Y Z

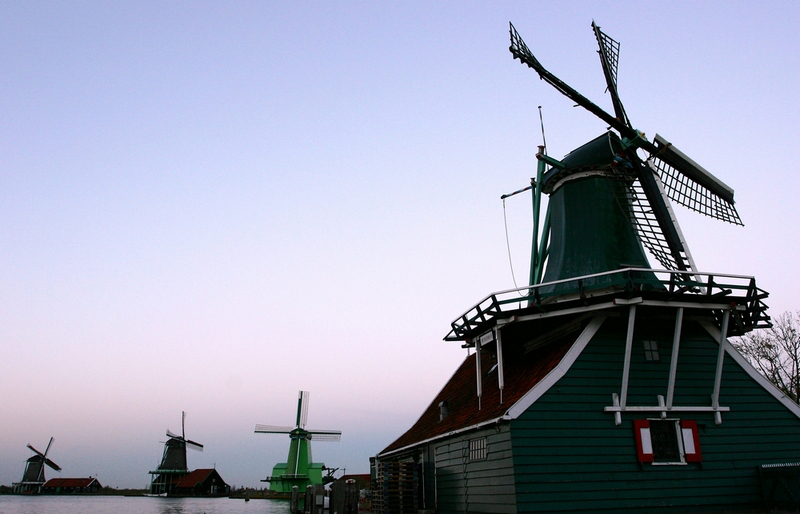
De Zaanse Schans bij zonsondergang

Yab Yum -
Zaan -
Zaandam -
Zaandijk - 
Zaanse Schans -
Zaanstad -
Zaanstreek -
't Zand -
Zandvoort - 
Zedde - 
Zeeburgerbrug -
Zeeburgereiland - 
Zeeburgertunnel - 
Zeevang -  
Zijdewind -
Zijpe -
Zijper Museum -
Zijper Oudheidskamer - 
Zuidas -
Zuid-Eierland -
Zuid-Kennemerland –
Zuiderwoude -
Zuiderzeemuseum -
Zunderdorp -
Zwaag - 
Zwaanshoek -
Zwanenburg - 
Zwanenburgbaan
Drenthe van A tot Z · Flevoland van A tot Z · Friesland van A tot Z · Gelderland van A tot Z · Groningen  van A tot Z · Limburg (Nederland) van A tot Z · Noord-Brabant van A tot Z · Noord-Holland van A tot Z · Overijssel van A tot Z · Utrecht van A tot Z · Zeeland van A tot Z · Zuid-Holland van A tot Z

Nederland · provincies